# Dorothy Lamour
Pour les articles homonymes, voir Lamour.
Dorothy Lamour, de son vrai nom Mary Leta Dorothy Stanton, est une actrice et chanteuse américaine née le 10 décembre 1914 à La Nouvelle-Orléans (Louisiane), et morte le 22 septembre 1996 à Los Angeles (Californie).
Dorothy Lamour est élue Miss Nouvelle-Orléans en 1931. Elle est ensuite chanteuse dans un big band puis sa carrière de comédienne est lancée par la Paramount Pictures en 1936. Surnommée la « Princesse au sarong », elle acquiert une grande popularité en incarnant la fille de type exotique dans de nombreux films d’aventures. Elle devient ensuite la partenaire privilégiée de Bob Hope et de Bing Crosby dans la célèbre série de films des En route vers… (en) avec toujours le même succès.

## Biographie

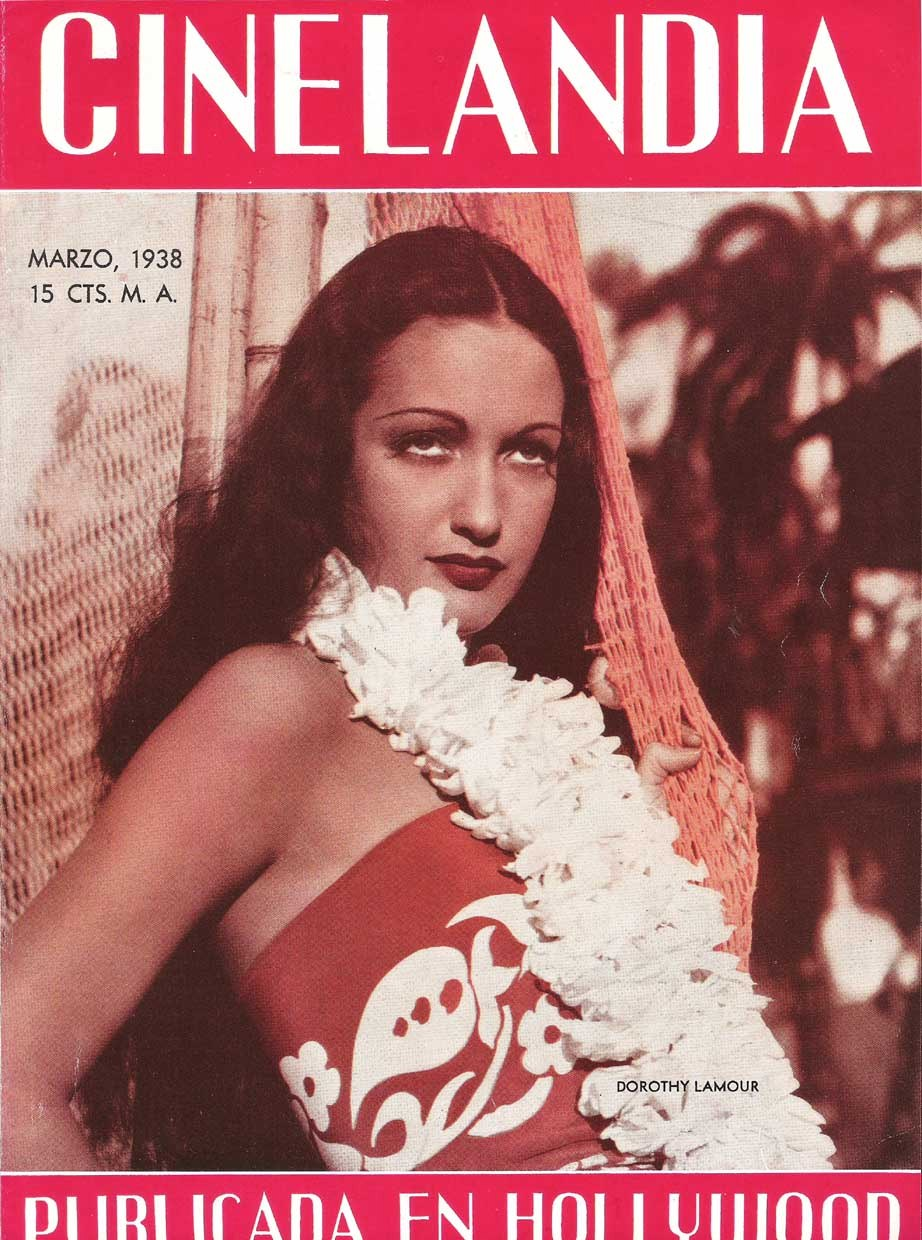
Dorothy Lamour en 1938 dans Toura, déesse de la Jungle.

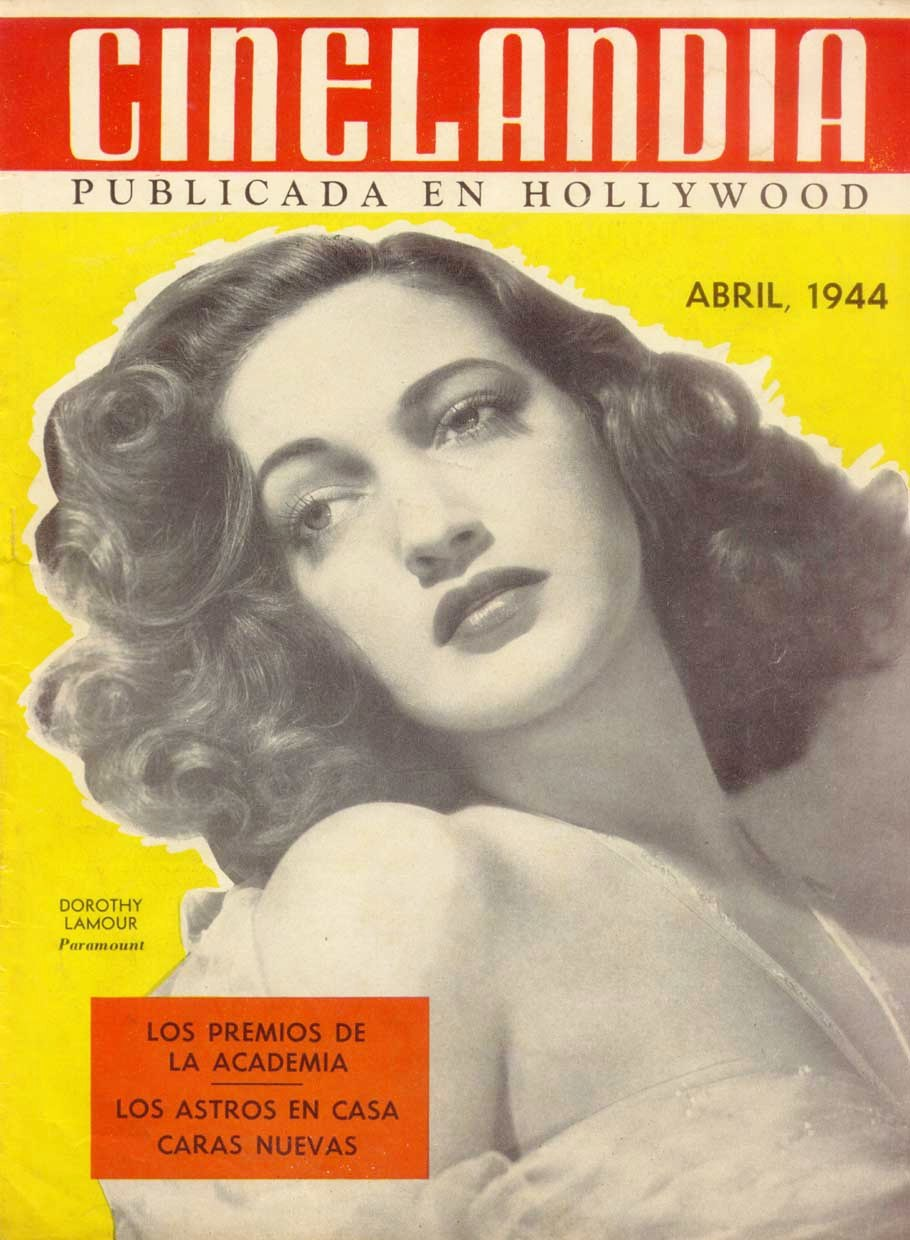
Dorothy Lamour en couverture d'un magazine argentin (1944).

Née à La Nouvelle-Orléans Mary Leta Dorothy Stanton adopte le nom de son beau-père Clarence Lamour, lorsque sa mère Carmen Louise LaPorte se remarie. Elle est d'origines française, espagnole et irlandaise. À 17 ans, elle participe à un concours de beauté et devient Miss New Orléans. Par la suite la jeune femme se rend à Chicago en espérant faire carrière dans la chanson mais ne trouve qu’un emploi de vendeuse dans un grand magasin dans un premier temps. 
Après une audition, elle est engagée par le chef d’orchestre Herbie Kaye, devient chanteuse dans son big band et l’épouse en 1935. Après une longue tournée, elle participe à une émission hebdomadaire de la NBC et chante dans différents clubs réputés, elle devient très populaire et prend un nouveau pseudonyme plus glamour : Lamour. Elle fait quelques apparitions au cinéma notamment en tant que Chorus girl dans un film de la Warner Bros., Prologue (Footlight Parade) et dans un court métrage The Stars Can't Be Wrong.

### La princesse au sarong
Très vite remarquée, la Paramount Pictures l’engage en 1936 et exploite son côté exotique en lui donnant un rôle de sauvageonne dans Hula, fille de la brousse aux côtés de Ray Milland. Pendant féminin de Tarzan, Dorothy fut la parade de la Paramount au Tarzan de la Metro-Goldwyn-Mayer incarné par Johnny Weissmuller. Elle effectue une entrée fracassante et, vêtue d'un sarong, fait rêver toute une génération qui, séduite par sa sensualité et ces dépaysements paradisiaques et exotiques, va réserver un triomphe à ce film. Forte de ce succès, le studio va exploiter ce nouveau filon.
Cinq films en 1937, Dorothy reprend son sarong pour le spectaculaire Hurricane de John Ford, super production qui rapportera 1 400 000 dollars de recettes. La Paramount reprend les mêmes ingrédients mais cette fois en Technicolor et reforme le couple Lamour-Milland avec Toura, déesse de la Jungle en 1938, nouveau succès. Dorothy lance le « deux-pièces », ancêtre du « bikini » inspiré du sarong polynésien. Elle jouera encore les princesses exotiques dans de nombreux films comme Typhon, Nuits birmanes, Aloma, princesse des îles, Mabok, l'éléphant du diable, Lona, la sauvageone. 
Parallèlement, la Paramount met en valeur ses talents de chanteuse dans des comédies musicales comme La Furie de l'or noir, L'Escadre est au port, Au pays du rythme ou Dixie. Outre les rôles « à sarong », elle est également l’héroïne de nombreux films d’aventure comme Le Dernier Train de Madrid ou Les Gars du large, elle fera de rares incursions dans le drame notamment dans Chirurgiens de Frank Borzage ou dans Johnny Apollo d'Henry Hathaway aux côtés de Tyrone Power.
Dorothy Lamour sera aussi très populaire auprès des G.I.’s et fera partie du panthéon des pin-ups aux photos épinglés à l’instar des Rita Hayworth, Betty Grable ou Lana Turner. Elle fera campagne pour la vente des bons de guerre et mettra aux enchères deux de ses fameux sarongs qui rapporteront pas moins de deux millions de dollars. 
Parallèlement elle continue à animer des émissions de radio aux côtés de W. C. Fields et Edgar Bergen.
Comblée par son métier, Dorothy va négliger sa vie familiale, le studio va d’ailleurs rejeter tous ses désirs de maternité, ce qui conduira son mari, Herbie Kaye, à demander le divorce. Elle se remarie avec le Capitaine William Ross Howard, ils auront deux garçons : Rigely, adopté en 1945 et Richard, né en 1949.

### Une série à succès

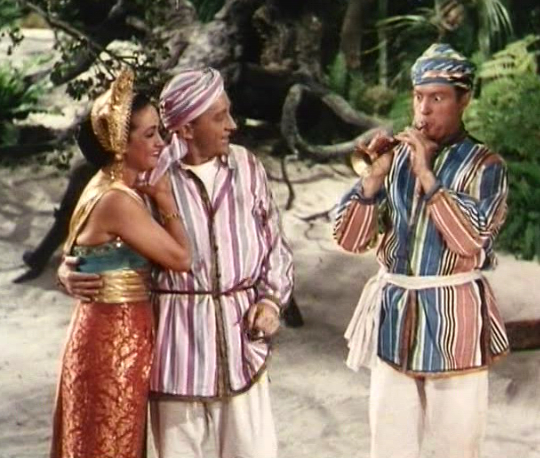
Dorothy Lamour, Bing Crosby et Bob Hope dans En route vers Bali (1952).

Mais Dorothy Lamour ne se contentera pas de jouer les filles des îles et les chanteuses, elle révélera également un talent comique qui va exploser dans la série à succès des En route vers… Complices à la radio, les acteurs Bob Hope et Bing Crosby sont accompagnés du producteur Harlan Thompson et du réalisateur Victor Schertzinger lorsqu’ils lancent l’idée d’un film les réunissant tout en leur ajoutant une saveur exotique, Dorothy Lamour. En route vers Singapour sera le premier d’une série de sept films loufoques où Crosby et Hope vont se livrer à une joute amicale ininterrompue de jeu de mots et vacheries. Ils se disputeront à chaque film les faveurs de Dorothy Lamour qui campe un faire-valoir pleine d’entrain. Autre ingrédient de taille, « le plus joyeux trio d’Amérique », selon le slogan publicitaire, interprète des numéros musicaux et des chansons à succès qui feront pour beaucoup dans la popularité de ces films. Ils feront le tour du monde avec En route vers En route vers Singapour, En route vers Zanzibar, En route vers le Maroc, En route vers l'Alaska, En route vers Rio et En route vers Bali pour la plus grande joie du public. Ils termineront avec Astronautes malgré eux, dans lequel Dorothy Lamour cédera sa place à Joan Collins tout en faisant une apparition.
À partir des années 1950, ses apparitions se feront plus rares et l’on peut retenir deux compositions savoureuses, celle de la meneuse de revue de Sous le plus grand chapiteau du monde de Cecil B. DeMille et de la truculente tenancière de bar dans La Taverne de l'Irlandais de John Ford.
Elle fera encore des apparitions sur scène et à la télévision dans Arabesque, Pour l'amour du risque ou encore La croisière s'amuse.
Dorothy Lamour est morte à son domicile à 81 ans, le 22 septembre 1996 à Los Angeles d’une crise cardiaque.

## Filmographie

### Actrice

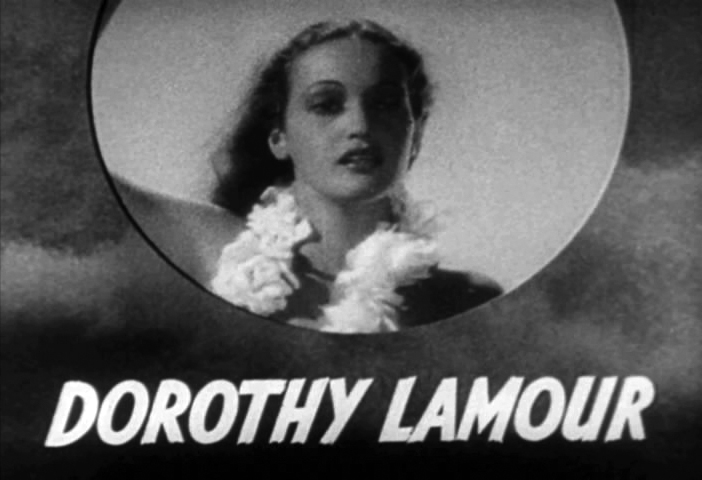
Hurricane (1937).

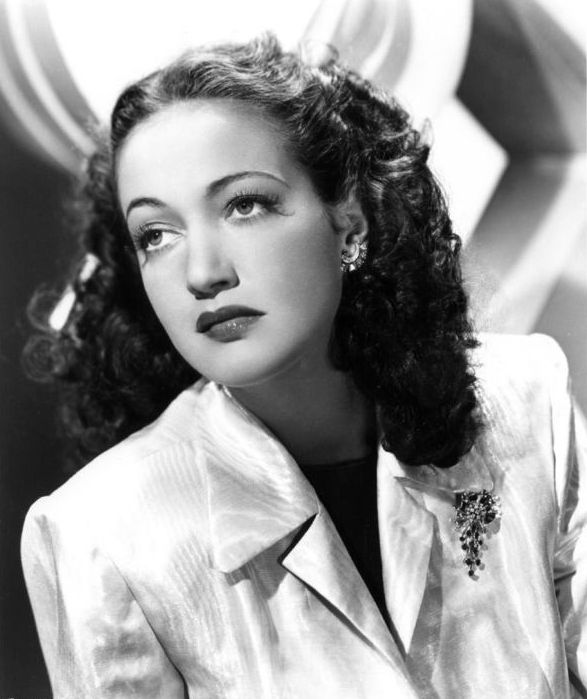
Dorothy Lamour dans les années quarante.

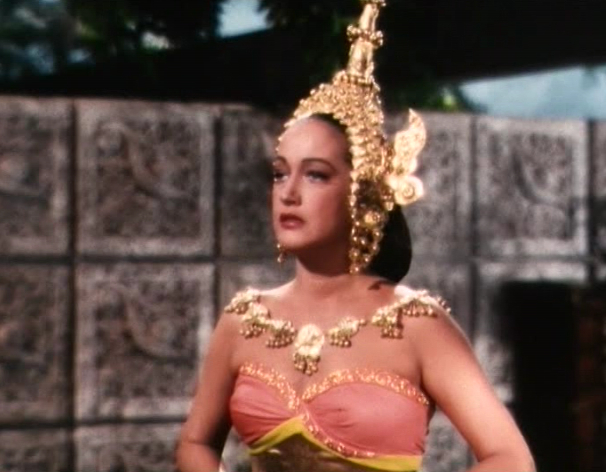
En route vers Bali (1952).

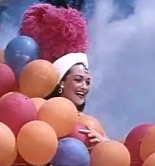
Sous le plus grand chapiteau du monde (1952).

- 1933 : Prologues (Footlight Parade) de Lloyd Bacon
- 1936 : The Stars Can't Be Wrong - Court métrage
- 1936 : L'Appel de la folie (College Holiday) de Frank Tuttle
- 1936 : Hula, fille de la brousse (The Jungle Princess) de Wilhelm Thiele
- 1937 : Trompette Blues (Swing High, Swing Low), de Mitchell Leisen
- 1937 : Le Dernier Train de Madrid (Last train From Madrid) de James Patrick Hogan
- 1937 : La Furie de l'or noir (High, Wide and Handsome) de Rouben Mamoulian
- 1937 : Hurricane (The Hurricane) de John Ford
- 1937 : Romance burlesque (Thrill of a Lifetime) de George Archainbaud
- 1938 : Big Broadcast of 1938 (The Big Broodcast of 1938) de Mitchell Leisen
- 1938 : Toura, déesse de la jungle (Her Jungle Love) de George Archainbaud
- 1938 : La Belle de Mexico (Tropic Holiday) de Theodore Reed
- 1938 : Les Gars du large (Spown of the North) de Henry Hathaway
- 1939 : St. Louis Blues de Raoul Walsh
- 1939 : L'Irrésistible Monsieur Bob (Man about Town) de Mark Sandrich
- 1939 : Chirurgiens (Disputed Passage) de Frank Borzage
- 1940 : Johnny Apollo (Johnny Apollo) d'Henry Hathaway
- 1940 : Typhon (Typhoon) de Louis King
- 1940 : En route vers Singapour (Road to Singapore) de Victor Schertzinger
- 1940 : Nuits birmanes (Moon Over Burma) de Louis King
- 1940 : La Roulotte rouge ou La Belle écuyère (Chad Hanna) de Henry King
- 1941 : En route vers Zanzibar (Road to Zanzibar) de Victor Schertzinger
- 1941 : L'Engagé volontaire (Caught in the Draft) de David Butler
- 1941 : Aloma, princesse des îles (Aloma of the South Seas) de Alfred Santell
- 1942 : L'Escadre est au port (The Fleet's In) de Victor Schertzinger
- 1942 : Mabok, l'éléphant du diable (Beyond the Blue Horizon) de Alfred Santell
- 1942 : En route vers le Maroc (Road to Morocco) de David Butler
- 1942 : Au pays du rythme (Star Spangled Rhythm) de George Marshall
- 1943 : They Got Me Covered de David Butler
- 1943 : Dixie (Dixie) de A. Edward Sutherland
- 1943 : Riding High de George Marshall
- 1944 : Quatre Flirts et un cœur (And the Angels Sing) de George Marshall
- 1944 : Lona la sauvageonne (Rainhow Island) de Ralph Murphy
- 1945 : A Medal for Benny de Irving Pichel
- 1945 : Duffy's Tavern de Hal Walker
- 1945 : Mascarade à Mexico (Masquerade in Mexico) de Mitchell Leisen
- 1945 : En route vers l'Alaska (Road to Utopia) de Hal Walker
- 1947 : La Brune de mes rêves (My Favourite Brunette) de Elliott Nugent
- 1947 : Hollywood en folie (Variety Girl) de George Marshall
- 1947 : Les Corsaires de la terre (Wild Harvest) de Tay Garnett
- 1947 : En route vers Rio (Road to Rio) de Norman Z. McLeod
- 1948 : La Folle enquête (On Our Merry Way), de King Vidor et Leslie Fenton
- 1948 : Lulu Belle (Lulu Belle) de Leslie Fenton
- 1948 : The Girl from Manhattan  de Alfred E. Green
- 1949 : L'Homme au chewing-gum (Manhandled) de Lewis R. Foster
- 1949 : The Lucky stiff de Lewis R. Foster
- 1949 : Française d'occasion (Slightly French) de Douglas Sirk
- 1951 : Si l'on mariait papa (Here Comes the Groom) de Frank Capra
- 1952 : Sous le plus grand chapiteau du monde (The Greatest Show on Earth) de Cecil B. DeMille
- 1952 : En route vers Bali (Road to Bali) de Hal Walker
- 1962 : Astronautes malgré eux (The Road To HongKong) de Norman Panama
- 1963 : La Taverne de l'Irlandais (Donovan's Reef) de John Ford
- 1964 : Pajama Party de Don Weis
- 1970 : The Phynx de Lee H. Katzin
- 1976 : Won Ton Ton, le chien qui sauva Hollywood (Won Ton Ton, the Dog Who Saved Hollywood) de Michael Winner
- 1987 : Creepshow 2 de Michael Gornick

## Portraits
- 1946 : Henry Clive, Dorothy Lamour as Kleopatra, huile sur carton, Grapefruit Moon Gallery, Minneapolis.